# Pipí d'Itàlia
Pipí (abril de 773 – 8 de juliol de 810) era fill de Carlemany i Rei d'Itàlia (781-810) sota l'autoritat de son pare.
Fou el tercer fill de Carlemany i segon dels tinguts amb la seva muller Hildegarda. Al naixement va rebre el nom de Carloman, però arran de la traïció de son germà, Pipí el Geperut, li van aplicar a ell el nom reial de Pipí. Va ser proclamat Rei d'Itàlia després de la conquesta del Regne Llombard per part de son pare. En 781 el coronà el Papa Adrià I amb la corona de ferro de Llombardia.
Va ser un governant actiu que va treballar per l'expansió de l'Imperi Franc. En 791, va conduir un exèrcit Llombard cap a la Vall del Drava i va saquejar Pannònia, mentre son pare seguia el curs del Danubi cap al territori dels àvars. Carlemany va haver d'abandonar l'empresa per atendre la revolta saxona del 792. Pipí i el Duc Eric de Friül continuaren, però, atacant les fortificacions dels àvars. El gran anell dels Àvars, llur fortalesa principal, va ser presa dues vegades. El botí va ser enviat a la cort de Carlemany, a Aquisgrá, i va ser distribuït entre els seus col·laboradors i inclús entre governants estrangers, coma ara el Rei Offa de Mèrcia.
Va realitzar un llarg però infructuós setge a Venècia, ciutat sota el domini bizantí (almenys nominalment), en l'any 810. L'assetjament va durar sis mesos i el seu exèrcit va ser devastat per les malalties pròpies dels aiguamolls de la zona i es va haver de retirar. Pipí va morir uns mesos més tard.
S'havia casat amb Berta, filla, potser, del comte Guillem I de Tolosa. Tingueren cinc filles: Adelaida, que es va casar amb Lambert I de Nantes, Atala, Gundrada, Berta i Tetrada. Totes elles van nàixer entre l'any 800 i la mort de Pipí. Tingué a més un fill il·legítim, Bernard. Pipí estava destinat a heretar una tercera part de l'Imperi de son pare però es va morir abans que ell. La corona d'Itàlia va passar al seu fill Bernard, però la dignitat imperial va ser per al seu germà menor, Lluís el Pietós.